# Josef Laßletzberger
Josef Laßletzberger (Zelking, 30 september 1862 – aldaar, 8 juni 1939) was een Oostenrijks componist en militaire kapelmeester.

## Levensloop
Laßletzberger kreeg eerste les voor viool, piano en diverse blaasinstrumenten van zijn vader, die koordirigent was. Hij was sinds oprichting op 1 januari 1883 van het Keizerlijk en Koninklijk (K.u.k.) Infanterie Regiment nr. 84 "Freiherr von Bauer" bij dit regiment. Aldaar werd Karel Komzák II zijn leraar en mentor, die vooral zijn muzikale carrière heeft bevorderd; hij werd zijn tweede dirigent van de muziekkapel.  In 1890 werd hij directeur van een muziekschool in Wenen. Van 1896 tot 1901 was hij kapelmeester van de muziekkapel van het 100e Infanterie Regiment in Krakau. In 1905 werd hij als opvolger van Engelbert Sitter dirigent van "zijn" muziekkapel van het Infanterie Regiment nr. 84, dat nu de bijnaam "Freiherr von Bolfras" droeg en intussen in Krems an der Donau gestationeerd was. Voor een bepaalde tijd was hij in de Verenigde Staten. In 1910 kwam hij weer terug en werd kapelmeester van de muziekkapel van het 41e Infanterie Regiment in het toenmalige Czernowitz, nu: Tsjernivtsi en bleef in deze functie tot aan het einde van de Eerste Wereldoorlog, tegelijkertijd het einde van de Oostenrijkse monarchie. Later leefde hij teruggetrokken in zijn geboortedorp. 
Als componist schreef hij vooral een aantal marsen voor harmonieorkest, maar ook kerkmuziek.

## Composities

### Werken voor harmonieorkest
- 1898 Für Österreichs Ehr (93er Regimentsmarsch)[2]
- 1908 Abschieds-Marsch
- 3er Dragoner-Marsch
- 41er Regimentsmarsch (ook: 41er Kriegsmarsch)[3]
- Buchenländer-Marsch
- Fahnentreue
- Horestzky-Marsch
- Kreuz und quer
- Oberst Demar-Marsch
- Oberst Größl-Marsch
- Piff!, Paff!, Puff!
- Rogulic-Marsch
- Sanlèque-Marsch
- Unter Österreichs Fahnen

### Missen en andere kerkmuziek
- Tantum ergo